# Мост над прудом (картина Сезанна)
«Мост над прудом» (фр. Le Pont de l'île Machefer à Saint-Maur-des-Fossés) — картина французского художника Поля Сезанна из собрания Государственного музея изобразительных искусств имени А. С. Пушкина в Москве.

## История
В 1912 году картина была приобретена за 12 000 французских франков московским купцом и коллекционером И. А. Морозовым у коллекционера и издателя Амбруаза Воллара. После Октябрьской революции собрание Морозова было национализировано, и эта картина среди прочих оказалась в Государственном музее нового западного искусства, а после расформирования музея в 1948 году была передана в Государственный музей изобразительных искусств имени А. С. Пушкина. Картина выставляется в бывшем флигеле усадьбы Голицыных на Волхонке, в Галерее искусства стран Европы и Америки XIX—XX веков, зал 17 (зал Гогена).

## Описание
В своей картине «Мост над прудом» Сезанн запечатлел безымянный густо заросший деревьями уголок Экса. В то время художник был уже немолод, одинок и болен, но его стремление к художественному поиску было непоколебимо. В это время он открыл для себя акварель, и его масляная живопись стала более прозрачной. Даже в этом пейзаже, где почти не видно неба, а вода теряет свою прозрачность из-за отражающегося в ней леса, материя словно обретает плотность на наших глазах.
Почти всё пространство картины заполнено оттенками изумрудного цвета. Лишь мостик и полоска берега позволяют глазу ухватиться за горизонт и не потерять равновесие. Над этим простым деревянным мостиком происходит событие космического масштаба — мистическое, фантастическое и сакральное.
В своей картине Сезанн сопоставляет реальный пейзаж с его отражением в пруду. Отражение в воде написано более плотно и интенсивно по цвету, в то время как в просветах деревьев на берегу оставлены незакрашенные участки холста.
Сезанн выселил из своих пейзажей людей, его земля необитаема. Разнонаправленные диагональные мазки создают ощущение движения внутри картины, которое вряд ли смог бы выдержать наблюдатель, окажись он поблизости.